# Kloster Belleau
Das Kloster Belleau (Belle Eau) ist eine ehemalige Zisterzienserabtei in der Gemeinde Villeneuve-la-Lionne im Département Marne, Region Grand Est, in Frankreich, rund 15 km südwestlich von Montmirail (Marne).

## Geschichte
Das Kloster wurde im Jahr 1242 von Matthieu de Montmirail als Nonnenkloster gestiftet. 1510 wurde die Abtei in ein Priorat umgewandelt und mit Zisterziensern besiedelt (Primarabtei: Morimond). 1768 zählte das Kloster noch einen Mönch. Spätestens während der Französischen Revolution fand es ein  Ende.

## Bauten und Anlage
Die Kirche aus dem 13. Jahrhundert wurde im 15. Jahrhundert vergrößert und ist als einziger Überrest des Klosters erhalten. Das Schiff ist zu einer Scheune umgebaut, eines der Querhäuser wurde zu Wohnzwecken genutzt. Chor und Apsis liegen in Ruinen. Die Reste der Kirche sind seit 1932 als Monument historique eingetragen.